# 美々信号場

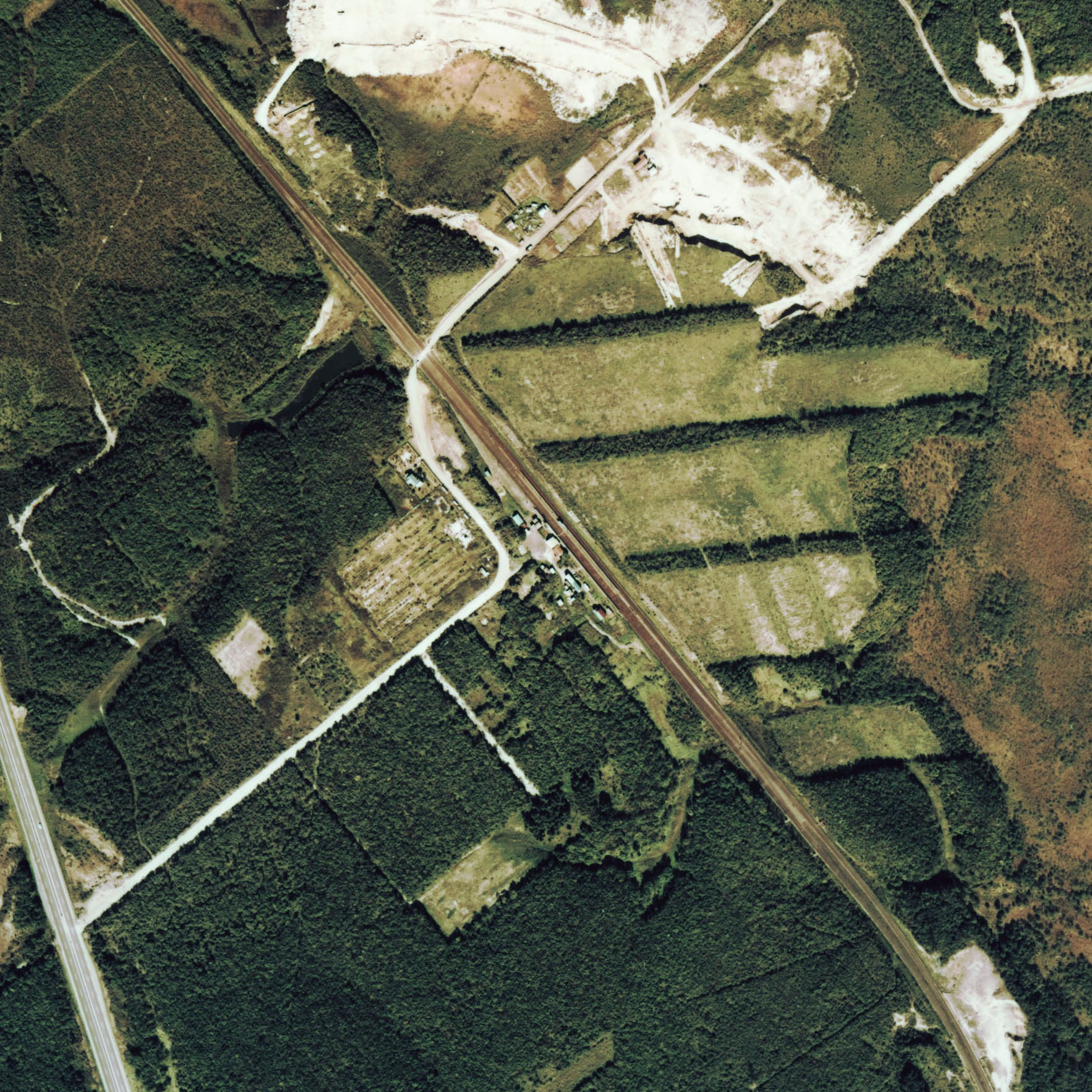
1975年の美々駅と周囲約1km範囲。右下が苫小牧方面。

美々信号場（びびしんごうじょう）は、北海道千歳市美々にある北海道旅客鉄道（JR北海道）千歳線の信号場。電報略号はヒヒ、事務管理コードは▲131410。旅客営業時代の駅番号はH15。

## 歴史
1926年（大正15年）8月21日、北海道鉄道札幌線（後のJR北海道千歳線）の開業と同時に旅客扱いも行う駅として設置された。当時、駅の周辺は犬上商船の経営者で北海道鉄道の社長でもあった、犬上慶五郎が所有する犬上牧場が広がっており、犬上が自身の所有地近くに設置した。
その後利用客僅少により、2017年（平成29年）3月4日のダイヤ改正に併せて旅客営業を終了し、信号場となった。

### 年表
- 1926年（大正15年）8月21日：北海道鉄道（2代）札幌線の駅として開業[1]。旅客・荷物を取扱い。
- 1943年（昭和18年）8月1日：戦時買収により北海道鉄道が国有化され、鉄道省（国鉄）千歳線の駅となる[1]。
- 1968年（昭和43年）
  - 8月23日：植苗方面複線化供用開始[3]。
  - 11月25日：千歳方面複線化供用開始[3]。
- 1974年（昭和49年）10月1日：荷物取扱い廃止[4]。
- 1979年（昭和54年）8月：跨線橋着工[5]。
- 1980年（昭和55年）
  - 3月末：跨線橋設置[6]。
  - 5月15日：直営駅から停留所に降格し[5]、無人化[7][8]。
  - 10月1日：2番線を千歳空港駅折り返し列車などの待避線とする[5]。
- 1981年（昭和56年）10月以前：駅舎改築[注 1][5]。
- 1987年（昭和62年）4月1日：国鉄分割民営化によりJR北海道に継承[1]。
- 1995年（平成7年）：同年ごろ、千歳科学技術大学や工業団地「千歳美々ワールド」への通勤通学客の利便を目的に駅舎移転の検討も行われる。しかし南千歳駅と至近、等の事情で立ち消えとなる[5]。
- 2004年（平成16年）4月：ホームを延伸し、定期列車のドアカットを廃止[9]。
- 2008年（平成20年）10月25日：ICカードKitaca使用開始[1]。
- 2016年（平成28年）6月：JR北海道が千歳市に対して、当駅を廃止する意向を伝え、千歳市もこれを容認[新聞 1][新聞 3]。
  - 過去5年間の乗降客数が1日平均1人にとどまっている、などの理由からで[新聞 1]、廃止直前では一部の普通列車は当駅を通過していた[1]。
- 2017年（平成29年）
  - 3月4日：旅客扱いを廃止し[報道 1][新聞 4]、美々信号場となる[10]。
    - Kitacaをはじめとした交通系ICカード全国相互利用サービス対応の改札機がある駅として、全国で初の廃駅であった[11]。

  - 10月：跨線橋撤去[5]。
- 2018年（平成30年）1月：ホーム撤去[5]。

### 信号場名の由来
地名より。現在の美々川のアイヌ語名が転訛したものである。
由来は諸説あり、「ペッ・ペッ（pet-pet）」（川・川）あるいは「ペペ（pe-pe）」（水・水）が原義と考えられている。

## 構造
複線の間に上下待避線1線を有する信号場。
旅客駅時代は、駅舎側から単式1面1線（3番線）、島式1面2線（2・1番線）、計2面3線のホームを持つ地上駅で、互いのホームは跨線橋で連絡していた。千歳駅管理の無人駅で、簡易Kitaca改札機が設置されていた。
旧駅舎は信号場の管理用施設として維持する方針となっている。

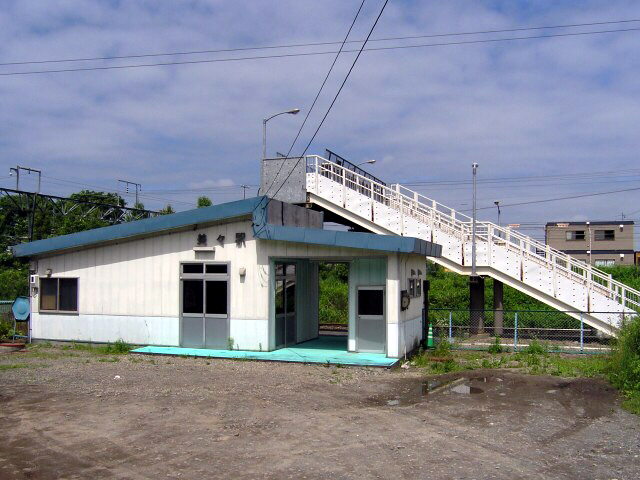
美々駅時代の駅舎（2004年7月）
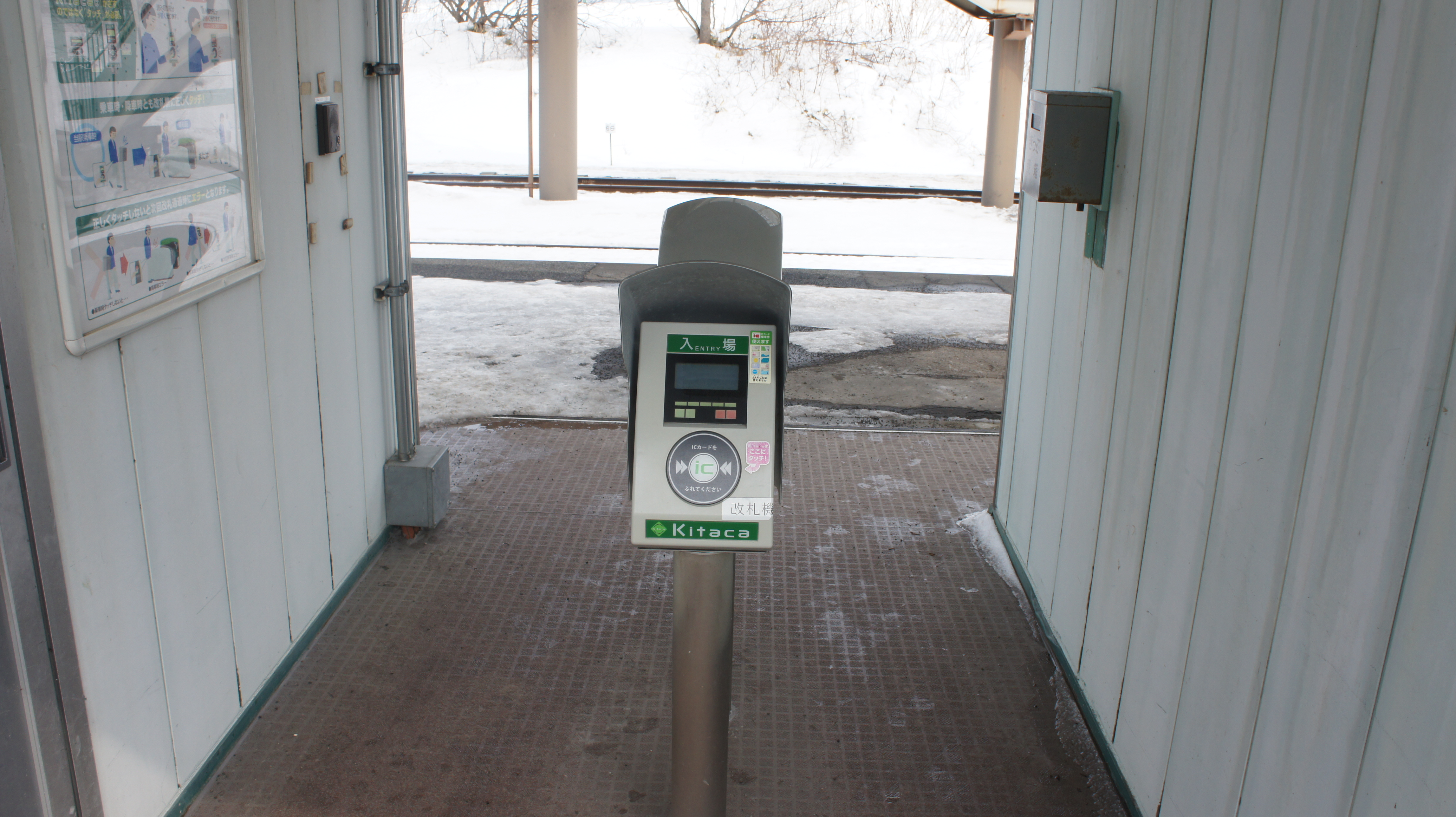
設置されていた簡易Kitaca改札機（2017年3月1日）
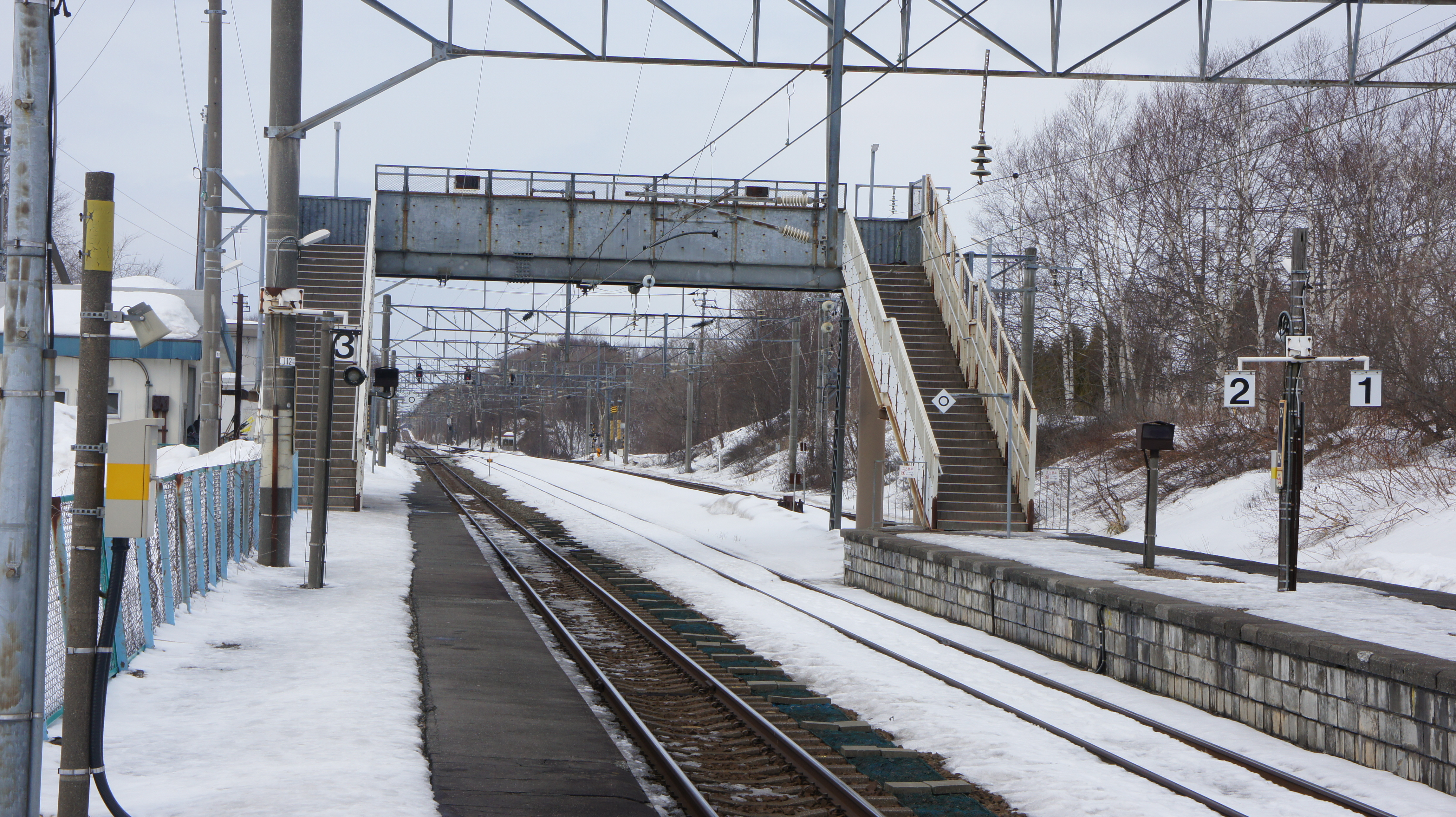
ホーム（2017年3月1日）
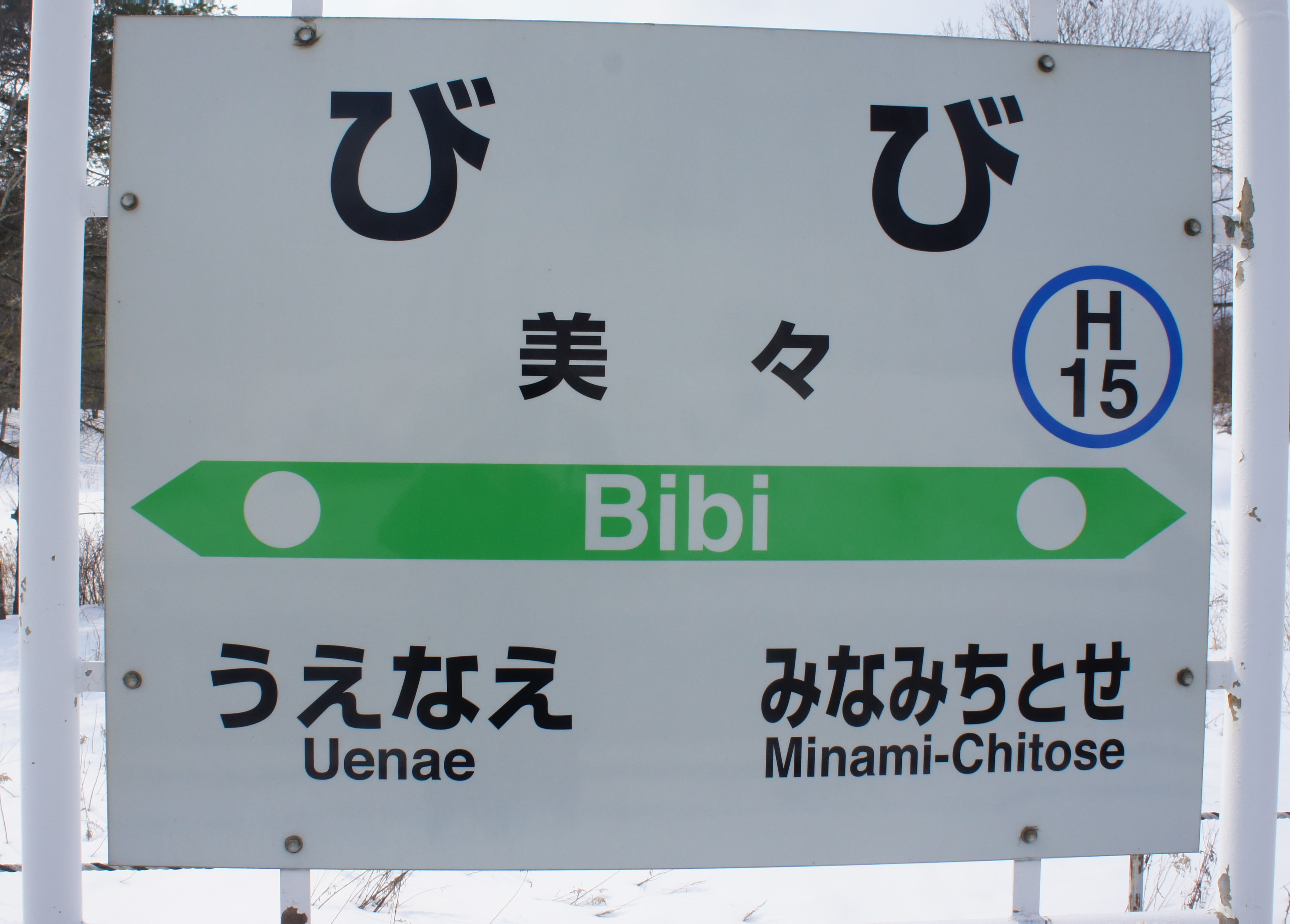
駅名標（2017年3月1日）
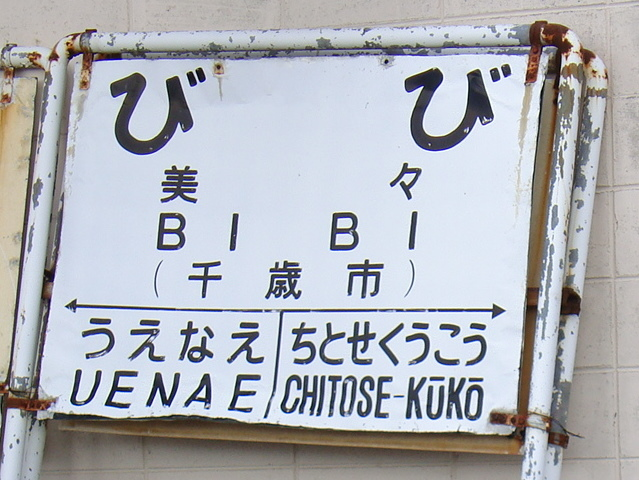
斜里町内で保管される国鉄時代の駅名標

## 利用状況
旅客営業時代の利用状況は次の通り。
- 1978年（昭和53年）時点での平均乗客数は5名とされ、経営合理化策として無人化の対象となった[5]。
- 2011 - 2015年（平成23 - 27年）の乗降人員調査（11月の調査日）平均は「1名以下」[報道 2][新聞 1][新聞 3]。

## 周辺
- 国道36号
- 美々貝塚
- 千歳市環境センター
- 新千歳モーターランド

新千歳空港駅と同じ千歳市美々に位置し、両駅間の直線距離は3kmにも満たない。しかし、空港ターミナルビルからは滑走路を挟んで反対側に位置するため、当駅で降車しても空港まではかなりの距離があった。

## 隣の駅
北海道旅客鉄道（JR北海道）
■千歳線
植苗駅 (H16) - （美々信号場） - 南千歳駅 (H14)